# Пармелієла щетинистолиста
Пармелієла щетинистолиста (Parmeliella triptophylla) є рідкісним диз'юнктивним лишайником з родини Панарієві (Pannariaceae), який є чутливим до змін лісових екосистем. 

## Опис
Його зустрічають у горах та передгір'ях, на стовбурах старих листяних дерев, в затінених місцях та дуже рідко на відшаруваннях силікатних гірських порід. Вид поширений в Європі, Кавказі, Азії, Північній Африці, Північній та Південній Америці, Австралії та Новій Зеландії. Українські місцезнаходження виду знаходяться в Карпатах та Гірському Криму. Трапляється невеликими групами або поодинці, а за останні десятиріччя чисельність місцезнаходжень виду різко зменшилася, частина місцезнаходжень зникла через знищення локалітетів під час суцільного вирубування гірських лісів.
Має слань завширшки 0,2-2 мм з оливково-коричневим до сірувато-жовтуватого забарвленням, голим матовим виглядом та чорно-синюватим забарвленням знизу. Лусочки слані без певної форми, вкриті коротко-циліндричними виростами буро-оливкового до чорнуватого забарвлення, які іноді цілком вкривають лусочки. Апотеції завширшки 0,2-1 мм з бурувато-коричневим або червонувато-коричневим кольором, обведені тонким світлішим краєм.

## Заходи з охорони
Вид охороняється у трьох заповідниках: Ужанському НПП, Карпатському БЗ та Кримському ПЗ. Необхідно контролювати стан популяцій та розширювати мережу заповідних об'єктів, включаючи відомі сучасні локалітети виду. Також необхідно здійснювати заходи, спрямовані на збереження старих лісових масивів.